# Carmelitane missionarie di Santa Teresa
Le carmelitane missionarie di Santa Teresa (in spagnolo Carmelitas Misioneras de Santa Teresa) sono un istituto religioso femminile di diritto pontificio: le suore di questa congregazione pospongono al loro nome la sigla C.M.S.T.

## Storia
La congregazione sorse l'8 marzo 1903 dalla separazione, sancita da Próspero María Alarcón, arcivescovo di Città del Messico, di un gruppo di religiose dall'istituto delle figlie del Calvario desiderose di dare orientamento carmelitano alla propria vita.
Le prime sette suore vestirono l'abito carmelitano il 10 febbraio 1906.
L'istituto, aggregato all'Ordine dei carmelitani scalzi dal 30 gennaio 1917, ricevette il pontificio decreto di lode l'8 gennaio 1938 e l'approvazione definitiva della Santa Sede il 16 marzo 1945.

## Attività e diffusione
Le suore si dedicano all'istruzione della gioventù, all'assistenza agli ammalati, al servizio in seminari e missioni.
Sono presenti in Bolivia, Brasile, Cile, Costa Rica, El Salvador, Guatemala, Honduras, Messico, Nicaragua, Panama, Perù, Stati Uniti d'America, Svezia; la sede generalizia è a Città del Messico.
Alla fine del 2008 la congregazione contava 564 religiose in 87 case.